# Satanische Bibel

Das Siegel des Baphomet wurde von LaVey auf dem Cover der Satanischen Bibel verwandt.

Die Satanische Bibel (Originaltitel: The Satanic Bible) ist ein von Anton Szandor LaVey verfasstes Grundlagenwerk der Church of Satan. Es besteht aus den vier Büchern Satan, Luzifer, Belial und Leviathan. In dem Buch beschreibt LaVey seine Weltanschauung, mit der er zugleich den Status einer Religion beansprucht, die nach LaVeys Darstellung in der Walpurgisnacht 1966 begründet wurde.

## Entstehung
Gemäß der Darstellung des Verfassers LaVey wurde das Werk von ihm in eben jener Walpurgisnacht verfasst.
Demgegenüber steht die Darstellung von LaVeys Tochter Zeena und Nikolas Schreck, wonach der Text unter vom Verlag ausgeübtem Zeitdruck entstanden sei. Zudem wird der Vorwurf erhoben, das Werk sei in großen Teilen ein Plagiat, welches aus ungekennzeichneten Zitaten kompletter Passagen diverser anderer Schriften besteht. Als Beispiele werden Ragnar Redbeards sozialdarwinistisches Might is Right und John Dees Enochian Keys, wohl zitiert aus Aleister Crowleys Equinox angeführt.
Die Satanische Bibel beruht unter anderem auf der Doktrin des radikalen Egoismus und Individualismus der US-amerikanischen Schriftstellerin und Philosophin Ayn Rand. Rand ist eine der wichtigsten Autoren, die in der Satanischen Bibel zitiert werden. LaVey erklärte, dass seine Religion „nur die Philosophie von Ayn Rand ist, der Zeremonien und Rituale hinzugefügt wurden“ und dass der Satanismus weit mehr mit dem Objektivismus gemein hat als mit jeder anderen Religion oder Philosophie.

## Inhalt
Am Anfang des Buches werden die neun satanischen Grundsätze genannt, die als die Gebote der Church of Satan zu betrachten sind.
1. Satan bedeutet Sinnesfreude anstatt Abstinenz.
2. Satan bedeutet Lebenskraft anstatt Hirngespinste.
3. Satan bedeutet unverfälschte Weisheit anstatt heuchlerischem Selbstbetrug.
4. Satan bedeutet Güte gegenüber denen, die sie verdienen, anstatt Liebe an Undankbare.
5. Satan bedeutet Rache anstatt Hinhalten der anderen Wange.
6. Satan bedeutet Verantwortung für die Verantwortungsbewussten anstatt Fürsorge für psychische Vampire.
7. Satan bedeutet, dass der Mensch lediglich ein Tier unter anderen Tieren ist, manchmal besser, häufig jedoch schlechter als die Vierbeiner, da er auf Grund seiner „göttlichen, geistigen und intellektuellen Entwicklung“ zum bösartigsten aller Tiere geworden ist.
8. Satan bedeutet alle sogenannten Sünden, denn sie alle führen zu physischer, geistiger und emotionaler Erfüllung.
9. Satan ist der beste Freund, den die Kirche jemals gehabt hat, denn er hat sie die ganzen Jahre am Leben erhalten.

Die Satanische Bibel umfasst ferner vier Kapitel, die als Bücher bezeichnet werden und für die vier Grundelemente alles Seins gemäß der Vier-Elemente-Lehre stehen:
Das Buch Satan (Feuer)
Das Buch ist aus der Erzählerperspektive Satans geschrieben und in fünf Bereiche unterteilt. Unter anderem werden Religionen, insbesondere die christliche und jüdische, kritisiert.
Das Buch Luzifer (Luft)
Dieses Kapitel behandelt das Verhältnis eines Satanisten zu Gott und beschreibt satanischen Sex. Es beinhaltet gleichfalls satanische Feiertage. In diesem Kapitel distanziert sich der Autor davon, dass Satanisten Menschen und Tiere opfern, Orgien feiern und Blut trinken.
Das Buch Belial (Erde)
Hier werden vorwiegend die Theorie und die Praxis der satanischen Magie aufgestellt und Ritualarten genannt. Auch der Aufbau und eine Liste der Gegenstände, die verwendet werden, sind zu finden.
Das Buch Leviathan (Wasser)
Umfasst die Anrufung Satans, höllische Namen sowie die Anrufung zum Beschwören von Lust, Vernichtung und Mitleid. Auch John Dees 19 Henochische Schlüssel sind hier zu finden.

## Ausgaben
- Erstausgabe: The Satanic Bible. Avon Books, 1969, ISBN 0-380-01539-0.

Die deutsche Übersetzung von Ingrid Meyer wurde erstmals im Jahr 1999 vom Verlag Second Sight Books herausgegeben. Der gesamte Text wurde dabei in weißer Schrift auf schwarzem Hintergrund gedruckt. Später wurde die Satanische Bibel zusammen mit LaVeys Die satanischen Rituale herausgegeben.
- Die Satanische Bibel. Second Sight Books, Berlin 1999, ISBN 3-00-004343-8.
- Die Satanische Bibel und ihre Rituale. Second Sight Books, Berlin 2003, ISBN 3-935684-05-3. Neuausgabe: Index-Verlag, Zeltingen-Rachtig  2013, ISBN 978-3-936878-26-4.